# Ханпур
Ханпур (урд. خانپور) је град у Пакистану у покрајини Панџаб. Према процени из 2006. у граду је живело 146.032 становника.

## Становништво
Према процени, у граду је 2006. живело 146.032 становника.
| 1981.  | 1998.   | 2006.   |
| ------ | ------- | ------- |
| 70.589 | 117.764 | 146.032 |